# Глюгове
Глюгове́ —  село в Україні, у Вознесенському районі Миколаївської області. Населення становить 1 осіб. Орган місцевого самоврядування — Прибужанівська сільська рада.